# كوكال أحمر
كوكال أحمر (الاسم العلمي: Centropus unirufus) (بالإنجليزية: Rufous Coucal)‏ هو نوع من الطيور يتبع جنس الكوكال من فصيلة طيور الوقواق.